# Niccolò Pelliccione
Niccolò Pelliccione o Pellizzone (Canzo, ... – Lombardia, 1532) è stato un condottiero italiano.

## Biografia
La famiglia Pellizzone era la più prestigiosa e potente nel paese.
Nei suoi primi anni di carriera dimorò a Lucca, successivamente diventò signore di Canzo. Per poter sposare una donna del luogo, ne fece uccidere il marito. Nell'autunno del 1523 militava per conto di Francesco Sforza, duca di Milano, difendendo Cremona dai francesi. Nello stesso anno affiancò Gian Giacomo Medici contro i Grigioni, a Dongo, Gravedona e Domaso.
Nel febbraio successivo, con cinquanta fanti, si trovava alla guardia di Monza e successivamente si distinse nella difesa di Pavia. L'altro febbraio aiutò il Medici, con Francesco del Matto e Mattiolo Riccio, nella conquista della rocca di Chiavenna ai grigioni. In ottobre passò un breve periodo nelle carceri del castello di Pavia, perché creduto dai soldati imperiali connivente di Girolamo Morone. 
Nell'inverno 1526, fu chiamato dal Medici a Milano, per arruolare una compagnia di fanteria fra gli esiliati. Alla notizia, Antonio de Leyva gli mandò contro Giovanni d'Urbina con un gruppo di archibugieri a cavallo. Niccolò Pelliccione giunse a Canzo sotto la pioggia e trovò asilo per i suoi soldati nelle case del paese. Affidò allora il battaglione al luogotenente Ambrosio Castano, mentre egli si portava sul Lario per essere traghettato a Musso. Nel frattempo, Giovanni d'Urbina occupò Canzo, derubando i soldati e uccidendo coloro che si opponevano. Ambrosio Castano raggiunse il Pelliccione e fu da lui scacciato per aver lasciato indifeso un ponte.
Nel 1527 aveva il comando della guardia ducale sforzesca. In maggio, uscì da Lodi con settanta archibugieri a cavallo e centocinquanta fanti per soccorrere Sant'Angelo Lodigiano. Cacciò da Santa Maria Brunoro Gambara, Alberigo Barbiano da Belgioioso e Filippo Tornielli, i quali dovettero abbandonare settanta uomini ai Lombardi e ai Veneti. Aiutò poi Medici all'assedio di Lecco e catturò molti abitanti ribelli, raccogliendo una forte somma con il riscatto. Ebbe successivamente il compito di catturare Martino di Mondonico, poiché aveva tradito Perego ad Antonio de Leyva. Riuscì nell'impresa e portò il capitano a Monguzzo, dove Filippo de' Medici lo fece torturare a morte e impiccare i complici.
Nell'estate del 1528, il Medici passò al servizio degli imperiali ed il Pelliccione lo seguì. Successivamente Pelliccione lo aggredì, si fermò a Zogno con Giovan Battista de' Medici e fece rinforzare i portoni del paese. Nella chiesetta di Romacolo ricevette il frutto (60.000 ducati) delle sue incursioni nella zona. Fu in difficoltà nel difendere Tiolo dai Veneziani e dai montanari, ma venne soccorso da Giovan Battista de' Medici. Numerose sono le vie che portano il suo nome, a Canzo Via Niccolò Pelliccione è la via che porta alla stazione del paese. Altre vie dedicate alla famiglia Pellizzone si trovano a Massa-Carrara ed a Bologna.
Intorno al 1528 al suo servizio era presente Antonio Criminale il quale ebbe ordine di battersi contro il governatore di Milano Antonio de Leyva.